# Bourgogne
Bourgogne era un comune francese di 1 041 abitanti situato nel dipartimento della Marna nella regione del Grande Est. Il 1° gennaio 2017 si è fuso con il comune di Fresne-lès-Reims per formare il nuovo comune di Bourgogne-Fresne di cui è divenuto capoluogo.

## Storia

### Simboli
Lo stemma comunale riprende l'emblema della Borgogna.

## Società

### Evoluzione demografica
Abitanti censiti